# Pelle Clement
Pelle Clement (* 19. Mai 1996 in Amsterdam) ist ein niederländischer Fußballspieler. Seit 2019 spielt er bei PEC Zwolle.

## Werdegang

### Vereinskarriere
Pelle Clement begann in der Jugend des Koninklijke HFC mit dem Fußballspielen, bis er im Jahr 2006 zur Jugend von Ajax Amsterdam wechselte. Seit 2015 spielte Clement für Ajax’ zweite Mannschaft, Jong Ajax. Er gab am 8. Mai 2015 sein Debüt in der Eersten Divisie im Spiel gegen den FC Oss, das 1:1 endete. Im November 2016 spielte Clement schließlich erstmals für Ajax Amsterdam; er debütierte beim 5:0-Sieg über den NEC Nijmegen in der Eredivisie, was bisher sein einziger Einsatz blieb.

### Nationalmannschaft
Pelle Clement hatte bisher diverse Einsätze für die niederländische U-18- und U-20-Nationalmannschaft im Rahmen von Freundschaftsspielen und Turnieren.